# Pyawbwe
Pyawbwe è un comune del distretto di Yamethin nella divisione di Mandalay in Myanmar.

## Storia
Nel 1910 l'ex comune di Yindaw entra a far parte di Pyawbwe.
Nel 2011 un team congiunto franco-birmano ha portato alla luce 46 reperti risalenti all'età del bronzo e del ferro nei pressi del villaggio di Gyogon. Sono stati trovati 35 resti umani, tra cui 6 scheletri quasi completi. Sette resti umani furono sepolti in vasi e tre in bare di legno. Uno dei cadaveri indossava ancora un anello di bronzo e una collana fatta con dei canini. Fin dal 1998 vengono condotte delle ricerche sul luogo fu la prima volta che vennero ritrovati dei resti umani.